# Priscilla Lopes-Schliep
Priscilla Lopes-Schliep (née le 26 août 1982 à Scarborough) est une athlète canadienne spécialiste du 100 mètres haies. En 2010, elle remporte la Ligue de diamant de la discipline.

## Biographie
Étudiante à l'Université du Nebraska–Lincoln, elle remporte la finale du 60 m haies des Championnats NCAA en salle 2004. Elle se distingue lors de la saison en plein air en réalisant le temps de 12 s 64 (+1,7 m/s) le 11 juin 2004 à Austin et en se classant deuxième du 100 m haies des Championnats NCAA en plein air derrière l'Américaine Nichole Denby. Elle est éliminée au premier tour des Jeux olympiques d'Athènes (5e de sa série en 13 s 08). Demi-finaliste des Championnats du monde d'Helsinki, en 2005, la Canadienne améliore son record personnel dès l'année suivante en réalisant  12 s 60 à Sacramento. Elle s'incline dès les séries lors des Championnats du monde 2007.
Priscilla Lopes-Schliep fait figure d'outsider avant les Jeux olympiques de 2008 à la suite de sa victoire obtenue quelques jours plus tôt lors du meeting DN Galan de Stockholm avec le temps de 12 s 61. Auteur de 12 s 75 pour son entrée dans la compétition, elle se classe troisième de sa demi-finale en 12 s 68, soit le cinquième temps des huit qualifiées. Le 19 août 2008 au Stade national de Pékin, la Canadienne obtient le premier podium international de sa carrière en terminant troisième de la course en 12 s 64, s'inclinant de dix centièmes de seconde face à l'Américaine Dawn Harper et réalisant le même chronomètre que l'Australienne Sally McLellan, désignée médaillée d'argent après visionnage de la photo-finish.
Fin juillet 2009, Priscilla Lopes-Schliep améliore son record personnel en réalisant 12 s 51 à Stockholm. Le 19 août, elle remporte la médaille d'argent des Championnats du monde de Berlin en 12 s 54, trois centièmes derrière la Jamaïcaine Brigitte Foster-Hylton. Elle succède à sa compatriote Perdita Felicien, médaillée d'or sur cette épreuve en 2003 et médaillée d'argent en 2007. En fin de saison 2009, Lopes-Schliep établit en 12 s 49 le meilleur temps de sa carrière sur 100 m haies en terminant deuxième du Mémorial Van Damme de Bruxelles derrière Brigitte Foster. Le 16 novembre 2009, elle est nommée athlète canadienne de l'année.
Priscilla Lopes-Schliep améliore de huit centièmes de secondes son record personnel du 60 m haies en réalisant 7 s 82 à Stuttgart en début d'année 2010. Figurant parmi les favorites des Championnats du monde en salle de Doha, elle obtient finalement la médaille de bronze en 7 s 87, derrière l'Américaine LoLo Jones (7 s 72) et Perdita Felicien (7 s 86). Elle remporte fin août la première édition de la Ligue de diamant 2010 grâce notamment à ses trois victoires décrochées lors des meeting de Lausanne, Londres et lors de la finale à Bruxelles. Elle devance au classement général final LoLo Jones et Sally Pearson.
Le 7 juin 2012, lors des Bislett Games d'Oslo, 5e étape de la ligue de diamant 2012, elle finit 4e du 100 mètres haies en 12 s 74 derrière Sally Pearson (12 s 49 (MPMA, record du meeting)), Kristi Castlin (12 s 56, PB) et Tiffany Porter (12 s 70).
Elle annonce officiellement mettre fin à sa carrière le 14 juillet 2016.

## Palmarès
| Année | Compétition                    | Lieu             | Résultat | Épreuve     | Temps   |
| ----- | ------------------------------ | ---------------- | -------- | ----------- | ------- |
| 2008  | Jeux olympiques                | Pékin            | 3e       | 100 m haies | 12 s 64 |
| 2009  | Championnats du monde          | Berlin           | 2e       | 100 m haies | 12 s 54 |
| 2010  | Championnats du monde en salle | Doha             | 3e       | 60 m haies  | 7 s 87  |
| 2010  | Ligue de diamant               | Ligue de diamant | 1re      | 100 m haies | détails |

## Records personnels
| Épreuve     | Temps   | Lieu      | Date             |
| ----------- | ------- | --------- | ---------------- |
| 60 m haies  | 7 s 82  | Stuttgart | 6 février 2010   |
| 100 m haies | 12 s 49 | Bruxelles | 4 septembre 2009 |